# Cell Signaling Technology
Cell Signaling Technology ist ein US-amerikanischer Hersteller von polyklonalen und monoklonalen Antikörpern für die Grundlagenforschung, die weltweit vertrieben werden. Der Produktfokus liegt im Bereich der post-translationalen Proteinmodifikationen, der Signaltransduktion und v. a. phospho-spezifischen Antikörpern.

## Geschichte
Michael J. Comb aus Detroit, Jahrgang 1927, studierte an der Wayne State University, Michigan und erhielt seinen Ph.D. in Epidemiologie. Zwischen 1961 und 1971 hielt er verschiedene Positionen an der Harvard Medical School, bevor er die akademische Laufbahn verließ und 1974 die Firma New England Biolabs gründete. Diese Firma mit ca. 150 Mitarbeitern, u. a. der Nobelpreisträger Richard John Roberts ist hauptsächlich für ihre Restriktionsenzyme bekannt, die in der Grundlagenforschung Verwendung finden. 1999 wurde die Arbeitsgruppe Signaltransduktion von Michael J. Comb als selbständiges Unternehmen Cell Signaling Technology, Inc. (CST) ausgegründet.
Seit 2007 unterhält das Unternehmen ebenfalls die Website PhosphoSitePlus die aus einem finanziell vom NIH unterstützten Projekt hervorging. Diese Webseite bietet reichhaltige Informationen bezüglich post-translationaler Proteinmodifikationen für Wissenschaftler weltweit.
Bei einer Online-Umfrage 2011 von Frost & Sullivan mit über 1100 Lesern von The Scientist erreichte CST von allen Antikörperproduzenten die beste Beurteilung.
Die Online-Plattform Labome gibt an, dass 2012 ca. 20 % von 10100 untersuchten wissenschaftlichen Publikationen Produkte der Firma CST verwendet hatten.

## Standorte
Der Hauptsitz der Firma befindet sich seit 2005 in Danvers (Massachusetts) und Boston, USA. Das Unternehmen betreibt Distributionsniederlassungen seit 2008 in Tokio, (Japan), 2009 in Shanghai (China) und Leiden (NL).

## Wettbewerber
- Abcam
- AbD Serotec
- BD Biosciences
- Covance Research Products
- eBioscience
- Life Technologies
- Merck Millipore
- Miltenyi Biotec
- RnD Systems
- Santa Cruz Biotechnology
- Sigma Aldrich
- Thermo Fisher Scientific
- Synaptic Systems